# 하카마

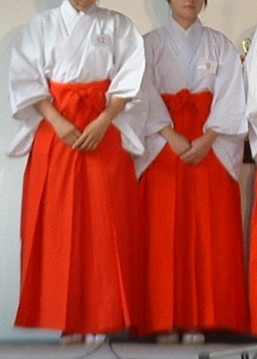
하카마를 입고 있는 2명의 무녀

하카마(袴)는 일본의 전통 의상이다. 바깥에 드러내는 겉옷이며, 하반신에 착용하는 하의이다. 허리에서 발목까지 덮으며, 가랑이가 져있고 스커트 모양도 있다.
하카마는 기모노 위에 입으며, 입을 때에는 오비 매는 법이 다르다. 바지로 되어 있는 것은 우마노리하카마, 치마로 되어 있는 것은 안돈바카마라고 부른다.

## 같이 보기
- 블루머